# Baronía de Kalávrita
La Baronía de Kalávrita fue un feudo medieval franco del Principado de Acaya, situado en la península del Peloponeso en Grecia, y con capital en la ciudad de Kalávrita (en griego: Καλάβρυτα; francés: La Colo[u]vrate).

## Historia
La Baronía de Kalávrita fue establecida alrededor de 1209, después de la conquista del Peloponeso por los cruzados, y fue una de las doce baronías originales dentro del Principado de Acaya. La Crónica de Morea menciona que la baronía, centrada en la ciudad montañosa de Kalávrita, compuesto por doce feudos, con Otón de Durnay como el primer barón. En la década de 1260, fue sucedido por Godofredo de Durnay, que es registrado en fecha tan tardía como 1289. En 1292, sus hijos, Juan y Roger, son mencionados, pero la familia desaparece a partir de entonces. Para entonces, la baronía ya se había perdido ante los griegos bizantinos de Mistrá. Un documento veneciano de 1278 parece indicar que Kalávrita estaba bajo control griego en ese momento. Antoine Bon sugiere que fue capturado durante los primeros años 1270, cuando las ofensivas griegas rompieron las defensas de los francos en Arcadia, y no, como Karl Hopf sugiere, en el primer asalto de la ofensivas griegas alrededor de 1264. Godofredo de Durnay parece haber recibido la vacante Baronía de Gritzena como compensación.
Se sabe muy poco de la extensión de la baronía o historia interna, excepto que los Premonstratenses se habían establecido allí.